# Cyclodictyon rivale
Cyclodictyon rivale är en bladmossart som beskrevs av Brotherus 1907. Cyclodictyon rivale ingår i släktet Cyclodictyon och familjen Hookeriaceae. Inga underarter finns listade i Catalogue of Life.